# Tanougha
Tanougha (franska: Tanougha (CR), Tanougha (Commune Rurale), arabiska: تاكزيرت) är en kommun i Marocko.   Den ligger i provinsen Béni Mellal och regionen Béni Mellal-Khénifra, i den nordöstra delen av landet, 190 km söder om huvudstaden Rabat. Antalet invånare är 10 874.